# Il tempo delle metamorfosi
Il tempo delle metamorfosi (A Time of Changes) è romanzo di fantascienza del 1971 dello scrittore statunitense Robert Silverberg.
Nel 1972 all'opera è stato assegnato il Premio Nebula per il miglior romanzo.

## Storia editoriale
Silverberg ha scritto il romanzo nell'estate del 1970 incontrando molte difficoltà per evitare l'uso della prima persona singolare che, per la cultura extraterrestre descritta, era una parola vietata, legata a un concetto socialmente disprezzato. L'idea non era originale dell'autore e lo stesso Silverberg ammette che simili taboo sono diffusi in alcune popolazioni e l'espediente narrativo era già stato utilizzato: dopo la pubblicazione del romanzo Silverberg ha avuto modo di riscoprire un libro già letto nel 1953 ma completamente dimenticato, Antifona (Anthem) di Ayn Rand, che narrava una situazione molto simile.
Il romanzo è stato pubblicato per la prima volta sulla rivista Galaxy Science Fiction in tre puntate uscite nei numeri di marzo, aprile e maggio/giugno del 1971 e ristampato poi nello stesso anno volume rilegato.
L'opera è stata candidata al Premio Hugo per il miglior romanzo aggiudicandosi il Premio Nebula per il miglior romanzo, e posizionandosi al terzo posto per il Premio Locus per il miglior romanzo; è da notare che è l'unico romanzo di ampio respiro dello scrittore ad aver vinto uno dei maggiori premi di fantascienza negli Stati Uniti, il Premio Nebula.

## Trama
(Il tempo delle metamorfosi, Robert Silverberg)
La civiltà sul pianeta Borthan si è sviluppata grazie alla colonizzazione terrestre; quasi duemila anni prima uomini con forti credenze religiose erano sbarcati sul pianeta instaurando un modus vivendi regolato dal cosiddetto "Comandamento". La vita sociale è regolata da rigide leggi che impongono la negazione del sé tanto che, anche nel linguaggio, la prima persona singolare è bandita e l'esplicito riferimento a se stessi è visto come volgarità ed esibizionismo; parole come "io", o "me" non sono accettate. Unico sfogo è il rapporto con i cosiddetti "fratelli di legame", due coetanei di sesso opposto scelti dalle famiglie e assegnati a ciascun neonato come confidenti per tutta la vita e con i quali è possibile instaurare relazioni confidenziali.
Kinnall Darival, è il figlio dell'eptarca della provincia di Salla, una sorta di primo ministro con incarico ereditario che, alla morte del padre, avvenuta durante un incidente di caccia, si auto-esilia prima che il fratello maggiore lo arresti per paura che gli insidi il titolo. Inizialmente Kinnall si reca a Glin, regione di origine della madre, ma è costretto a continuare la fuga dopo essersi visto congelare il credito nelle banche locali e aver capito di essere ricercato dagli uomini del fratello. Con l'aiuto di Noim, suo fratello di legame, si dirige verso le regioni più lontane del pianeta lavorando come taglialegna per un anno e poi come contadino sotto falso nome per un inverno. Trovato impiego come marinaio, raggiunge dopo alcune settimane la provincia di Manneran, dove vive con la famiglia la bella Halum, sua sorella di legame. Il padre della ragazza, Segvord Helalam, è lo stimato e potente responsabile del porto e assume Kinnall come suo assistente; l'incarico di prestigio e di responsabilità, gli darà molto potere e notorietà.
Durante l'esercizio delle sue funzioni Kinnall conosce Schweiz, un cittadino della Terra che lavora su Borthan da molti anni: i suoi modi non convenzionali rispetto alle regole del Comandamento lo incuriosiscono e tra i due si instaura una confidenza inaccettabile secondo le convenzioni locali. Kinnall inizia ad avere in odio le restrizioni imposte dal Comandamento, ritenendo l'annientamento della personalità un'inutile barbarie; il suo sentimento di avversione verso le regole è amplificato dal fatto che da sempre è innamorato della sua sorella di legame ma che il taboo imposto dal Comandamento vieta ai due di avere relazioni. Kinnall conosce la sorella illegittima di Halum, Loimel, che sposa come ripiego per non poter avere in moglie sua sorella di legame. Schweiz inizia Kinnall all'uso di una droga proveniente da Sumara, una regione di Borthan, che unisce le menti di coloro che ne fanno uso in una comunione mentale e spirituale. Le sensazioni provate sono così forti che Kinnall, con l'aiuto del terrestre, inizia a diffondere la droga sperando così di indebolire la forza del Comandamento. Il suo comportamento, tuttavia, gli attira le attenzioni dell' establishment che ne ordina l'arresto. Kinnall è fatto fuggire da importanti uomini di Manneran che, come lui, erano stati illuminati dalla droga. Kinnall si rifugia dal fratello di legame Noim al quale fa conoscere le proprietà della droga. Qui si ricongiunge con Halum e la convince ad assumere con lui la sostanza sumariana. L'esperienza è così forte che la donna ne rimane sconvolta psicologicamente togliendosi la vita. Kinnall, afflitto dai sensi di colpa per la morte dell'amata sorella di legame e braccato dal potere, si rifugia in una regione desolata del pianeta. La sua fuga è favorita, ancora una volta, da Noim che, seppure disapprovi il comportamento del fratello, non può esimersi dall'aiutarlo. Kinnall, durante il lungo periodo di isolamento, scrive le sue memorie in prima persona; il testo costituisce un'apologia contro il Comandamento e viene affidato da Kinnall a Noim prima della sua cattura, con la promessa di diffonderlo nel pianeta affinché gli abitanti capiscano l'importanza della comunione tra le persone, il valore dell'identità personale e dei sentimenti.

## Personaggi
Kinnall DarivalRobusto abitante di mezz'età di Salla, regione del pianeta Borthan, figlio del massimo eptarca locale. Morto il padre, decide di auto-esiliarsi per evitare che il fratello, salito al potere dopo il padre, lo imprigioni per timore di complotti.
Eptarca di SallaIl padre di Kinnall e di Stirron. Muore trafitto da un uccello-spada durante una battuta di caccia.
StirronIl fratello di Kinnall, di due anni più grande e legittimo successore al padre quale eptarca di Salla.
Noim CondoritFiglio del generale Luinn e fratello di legame di Kinnall.
Halum HelalamLa sorella di legame di Kinnall, della quale egli è innamorato. Il sentimento tuttavia non può essere rivelato a causa del taboo che vieta ai fratelli di legame di avere rapporti sessuali tra loro.
SchweizTerrestre quarantatreenne, in cerca della fede. Inizia Darival all'uso della droga sumarana che unisce le menti di coloro che ne fanno uso, in una sorta di comunione mentale e spirituale.
Segvord HelalamIl padre di Halum e Alto Giudice del porto di Manneran.
Loimel HelalamLa cugina di Halum, a lei somigliantissima poiché sorella illegittima. Diventerà moglie di Kinnall che la sposa per ripiego, non potendo avere Halum come moglie.
JiddIl più famoso confessore di Manneran. Approfitta delle confidenze fattegli da Kinnall pe denunciarlo.

## Edizioni
- (EN) Robert Silverberg, A Time of Changes 1/3, in Galaxy Science Fiction, vol. 31, n. 4, UPD Publishing Corporation, marzo 1971.
- (EN) Robert Silverberg, A Time of Changes 2/3, in Galaxy Science Fiction, vol. 31, n. 5, UPD Publishing Corporation, aprile 1971.
- (EN) Robert Silverberg, A Time of Changes 3/3, in Galaxy Science Fiction, vol. 31, n. 5, UPD Publishing Corporation, maggio/giugno 1971.
- (EN) Robert Silverberg, A Time of Changes, 1ª ed., New York, Nelson Doubleda, 1971.
- Robert Silverberg, Il tempo delle metamorfosi, traduzione di Teresa Aquilano, II, Orizzonti. Capolavori di Fantasia e Fantascienza, Roma, Fanucci Editore, 1974,  p. 206.
- (FR) Robert Silverberg, Le temps des changements, n. 11, OPTA - Anti-mondes, OPTA, 1974,  p. 252, ISBN 978-2-7201-0033-8.
- (DE) Robert Silverberg, Zeit der Wandlungen, traduzione di Bernd W. Holzrichter, n. 5730, Knaur Science Fiction & Fantasy, Droemer Knaur, 1980,  p. 192, ISBN 978-3-426-05730-8.
- (PT) Robert Silverberg, Tempo de Mudança, traduzione di Eurico Fonseca, n. 339, Argonauta, Lisbona, Livros do Brasil, 1985.
- Robert Silverberg, Il tempo delle metamorfosi, traduzione di Teresa Aquilano, Biblioteca di Fantascienza, Roma, Fanucci Editore, 1989,  p. 208, ISBN 8834701283.
- Robert Silverberg, Il tempo delle metamorfosi, traduzione di Sebastiano Fusco, n. 131, Cosmo Serie Oro. Classici della Narrativa di Fantascienza, Milano, Editrice Nord, 1993,  p. 210.
- (EN) Robert Silverberg, A Time of Changes, Gateway Essentials, Hachette, 2012, ISBN 9780575106253.